# St. Maria von Fatima (Singenrain)

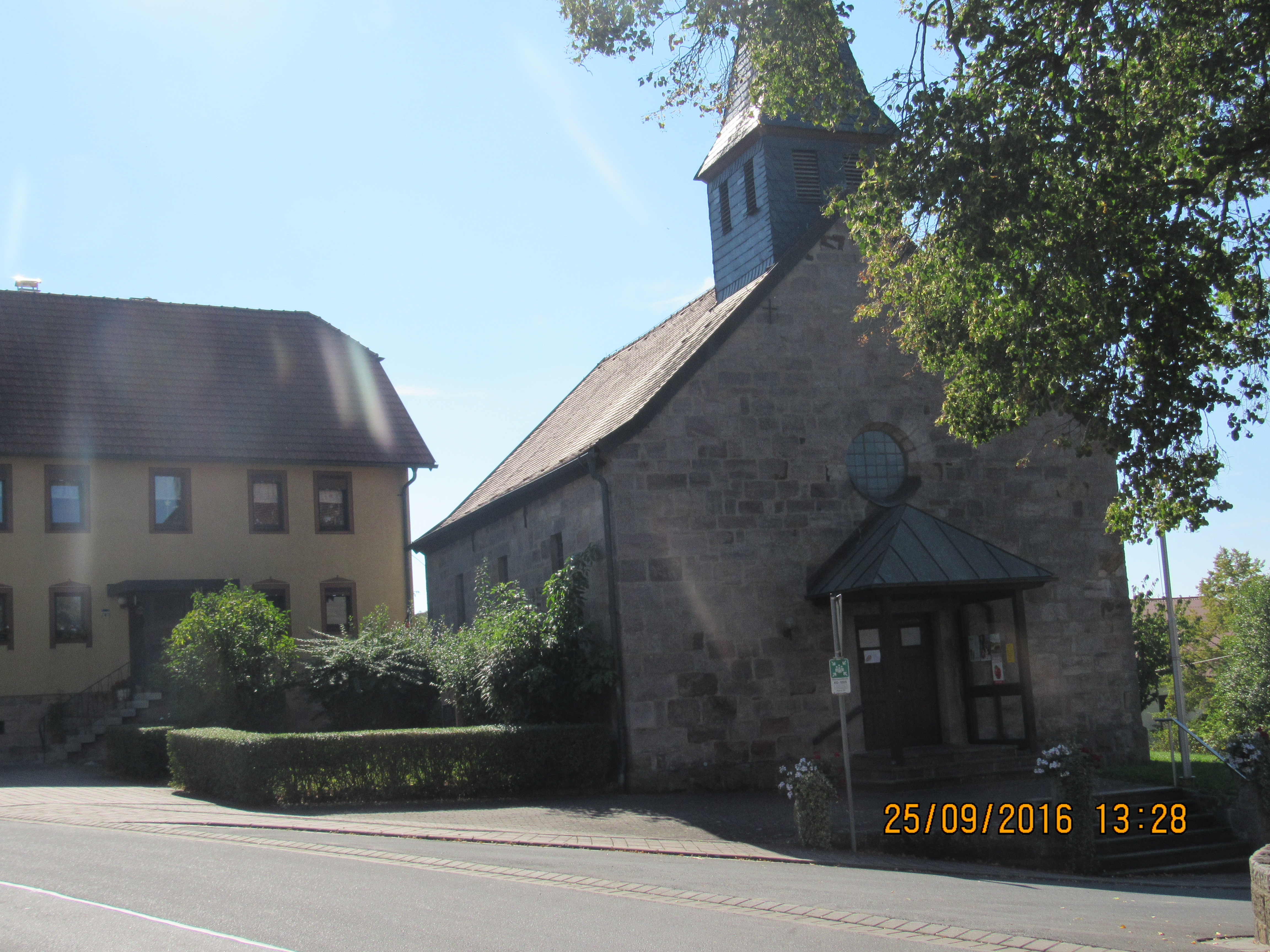
Kirche von Singenrain

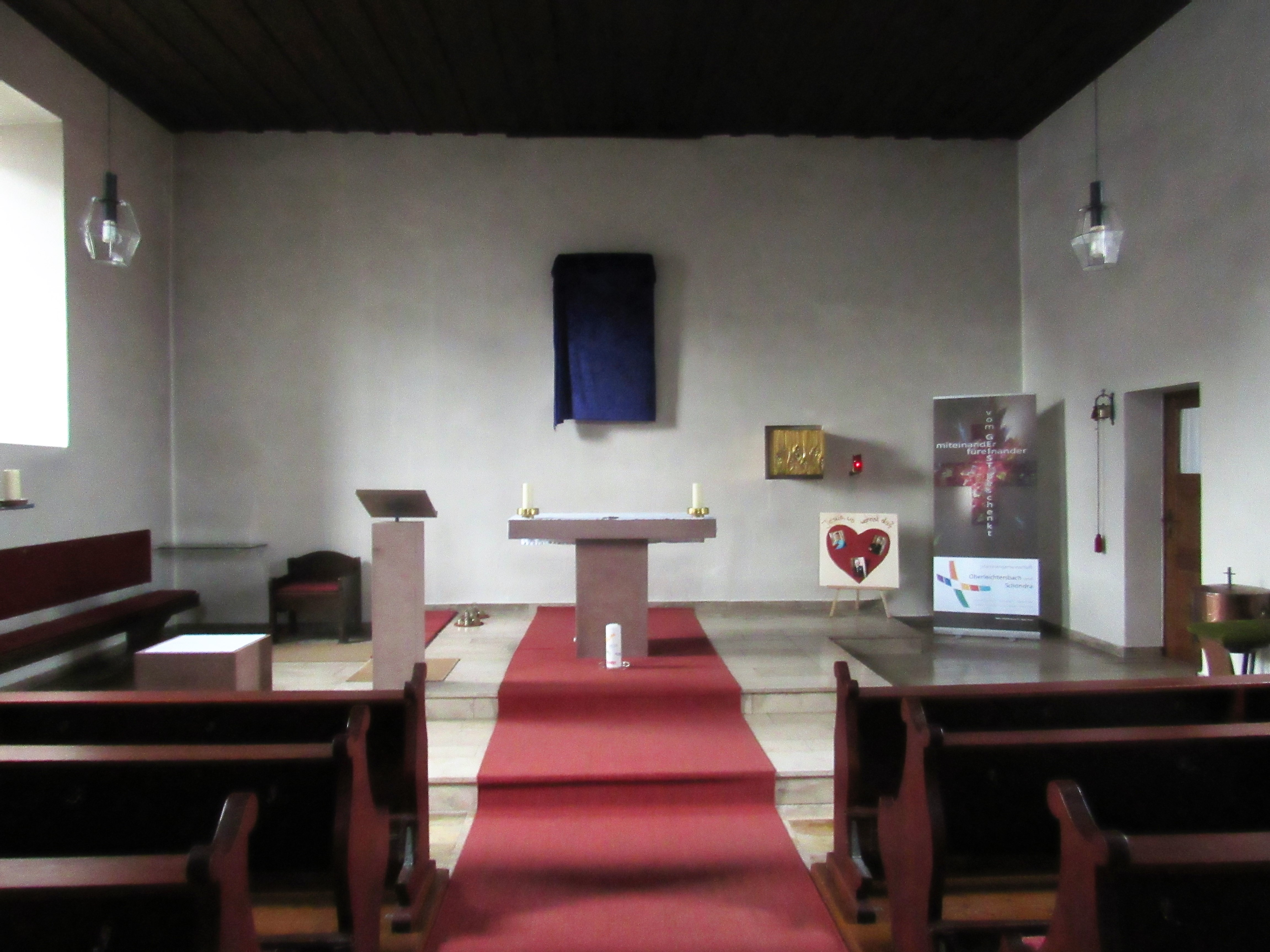
Innenraum der Kirche

Die römisch-katholische Kirche St. Maria von Fatima befindet sich in Singenrain, einem Ortsteil der Markt Schondra im unterfränkischen Landkreis Bad Kissingen.
Die Kirche gehört zu den Baudenkmälern von Schondra und ist unter der Nummer D-6-72-149-47 in der Bayerischen Denkmalliste registriert.

## Geschichte
Die St. Maria von Fatima-Kirche entstand von Juli 1947 bis 1950 nach Plänen des Würzburger Architekten Eugen Altenhöfer. Am 4. Juni 1950 wurde die Kirche eingeweiht. Hinter den Hauptaltar wurde eine 1889 von Valentin Weidner aus Bad Kissingen geschaffene Darstellung der Auferstehung angebracht.
Im Jahr 1958 entstand der an der Kirche gelegene Friedhof mit einem von Gonradus Weber gestifteten Kreuz aus dem Jahr 1756. Im Jahr 1984 wurde die von der Firma Norbert Krieger aus Retzbach geschaffene Orgel installiert.
In den Jahren 1978 und 1990 wurde die Kirche in größerem Umfang renoviert.

## Weblink
- Katholische Pfarrkirche "St. Maria von Fatima" in Singenrain. In: VGem-Bad-Brueckenau.de

Koordinaten: 50° 15′ 7,2″ N, 9° 53′ 12,7″ O